# 赤羽岩淵駅
赤羽岩淵駅（あかばねいわぶちえき）は、東京都北区赤羽一丁目にある、東京地下鉄（東京メトロ）・埼玉高速鉄道の駅である。駅番号は東京メトロがN 19、埼玉高速鉄道がSR 19。

## 概要
東京メトロの南北線と、埼玉高速鉄道の埼玉高速鉄道線（埼玉スタジアム線）が乗り入れている。この駅は前者の終点かつ後者の起点であるが、両路線は当駅を介して相互直通運転を行っている。そのため、当駅は東京メトロと埼玉高速鉄道の共同使用駅となっており、駅管轄は東京メトロが行っている。また、埼玉高速鉄道の運営する鉄道路線では唯一埼玉県外に所在する駅でもある。
東京23区内にある東京メトロの駅及び同社の管轄する駅としては最北端である。
なお、当駅では「SR一日乗車券」などの埼玉高速鉄道の企画乗車券は発売していない（当駅からは普通乗車券で乗車した上、着駅窓口で差額を支払い企画乗車券に変更する形となる）。

## 歴史
- 1991年（平成3年）11月29日：開業[3]。
- 2001年（平成13年）3月28日：埼玉高速鉄道線開業[4][5]。南北線との相互直通運転を開始[4][5]。
- 2004年（平成16年）4月1日：帝都高速度交通営団（営団地下鉄）民営化に伴い、南北線の駅は東京地下鉄（東京メトロ）に継承される[6]。
- 2007年（平成19年）3月18日：ICカード「PASMO」の利用が可能となる[7]。
- 2012年（平成24年）：エレベーター専用出口を新設。
- 2015年（平成27年）3月13日：発車メロディを変更[8]。

### 駅名の由来
隣接する付近の地名、赤羽と岩淵町に由来する。仮称時の駅名は岩淵町駅であった。

## 駅構造
島式ホーム1面2線を有する地下駅。保安用にホームドアシステムを装備する。南北線・埼玉高速鉄道線は当駅で相互直通運転を行っており、ホームを共用している。そのため、埼玉高速鉄道線で唯一のフルスクリーン式ホームドア設置駅でもある。
当駅の志茂駅寄りに両渡り分岐器が設置されており、埼玉高速鉄道線が開業するまでは南北線の折り返し運転に使用されていた。開業後は一部の列車を除いて直通運転を行っていたが、2018年・2019年のダイヤ改正により日中時間帯の鳩ヶ谷駅折り返し列車が当駅折り返しに変更され、下り線から2番線に到着して目黒方面へ折り返すために分岐器が使用されている。
当駅の埼玉高速鉄道側には分岐器などの折り返し設備がなく、折り返しは通常南北線側のみしか行われていないが、臨時列車で当駅終着が設定された実績はある。

### のりば
| 番線 | 路線           | 行先         |
| ---- | -------------- | ------------ |
| 1    | 埼玉高速鉄道線 | 浦和美園方面 |
| 2    | 南北線         | 目黒方面     |

（出典：東京メトロ:構内図）
- 埼玉高速鉄道線に直通運転する南北線車両に車両交換の必要が生じた場合は、通例、当該車両同士を2駅隣の王子神谷駅に隣接する王子検車区との間で回送し、当駅で車両交換を行う。その場合には両方のホームに車両を停車させた上で、乗客を南北線から埼玉高速鉄道線に乗り換えさせる措置をとっている。

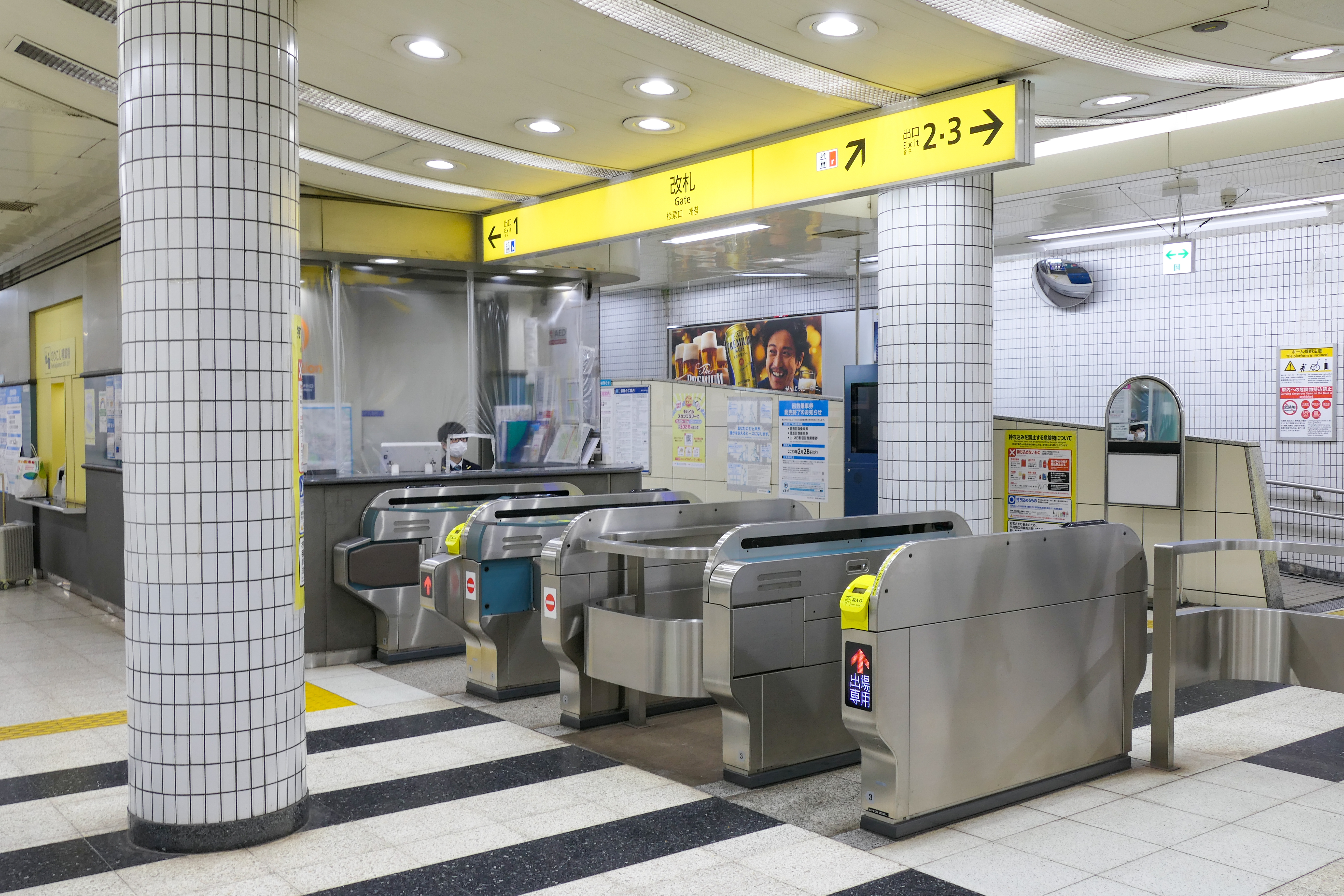
改札口（2022年12月）
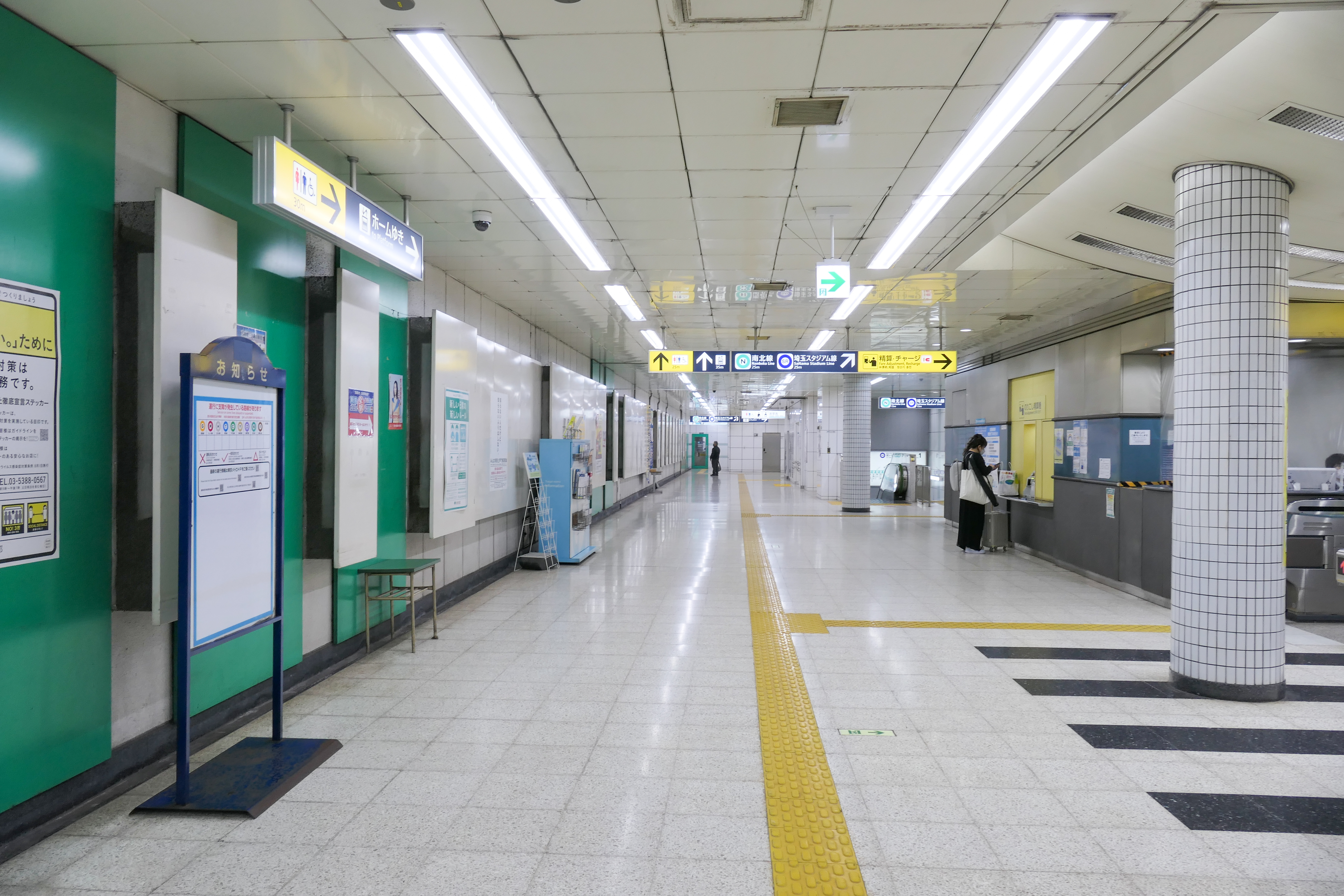
構内コンコース（2022年12月）
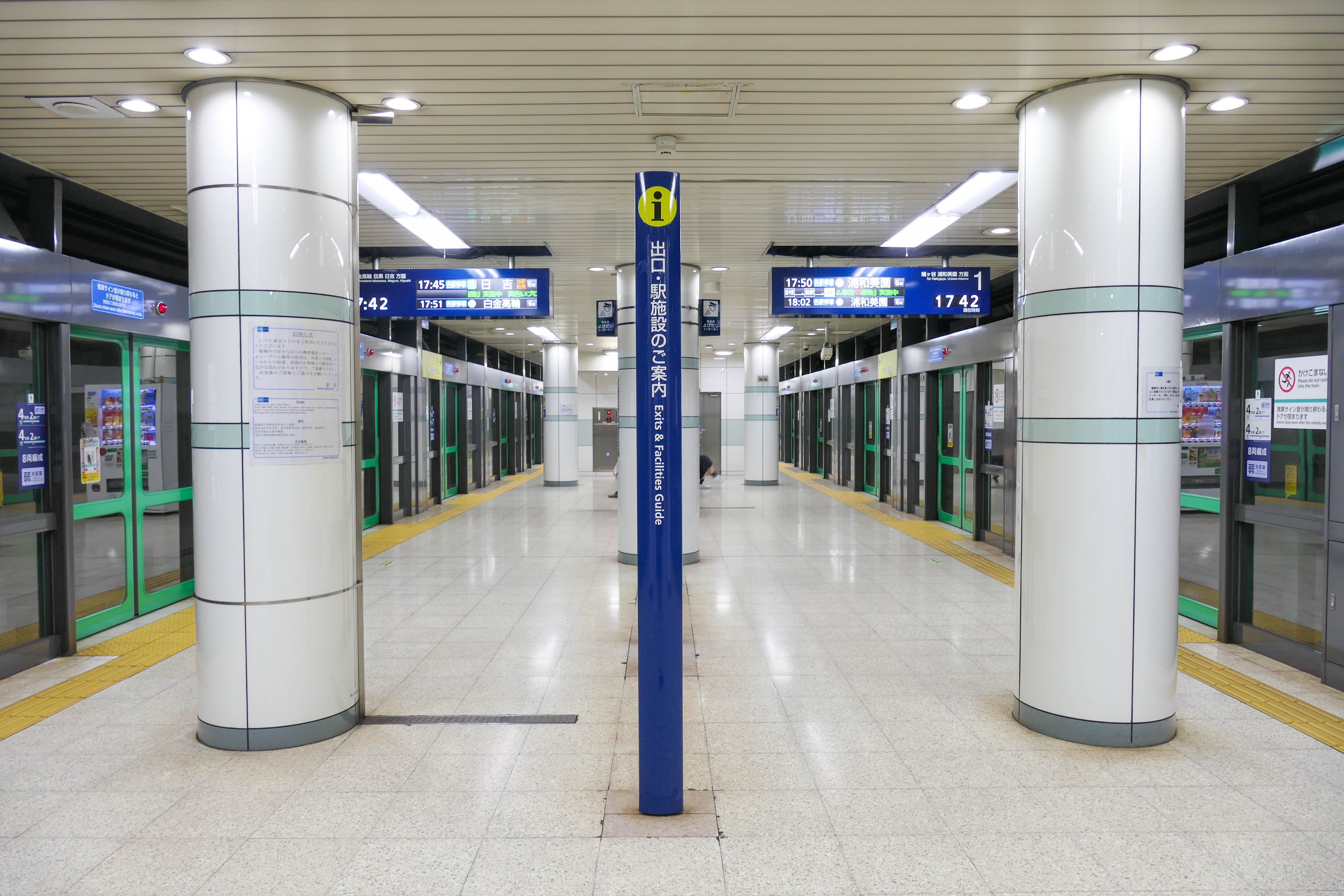
ホーム（2022年12月）

### 発車メロディ
開業時から吉村弘作曲の南北線・埼玉高速鉄道線全駅共通の発車メロディ（発車サイン音）を使用していたが、2015年3月13日にスイッチ制作の当駅オリジナルのメロディに変更されている。
曲は1番線が「ティー・スプーン」（福嶋尚哉作曲）、2番線が「リズムガーデン」（山崎泰之作曲）である。

## 利用状況
- 東京メトロ - 2024年度の1日平均乗降人員は94,035人である[メトロ 1]。
この値には埼玉高速鉄道線との直通連絡人員を含む。埼玉高速鉄道開業前の1999年度までは、1日平均乗車人員が5,000人程度に留まっており、当駅自体の利用者は少ない。
- 埼玉高速鉄道 - 2024年度の東京メトロから埼玉高速鉄道への1日平均直通連絡人員は45,693人である[SR 1]。
同社の駅では第1位。この値には当駅から埼玉高速鉄道線へ向かう乗車人員も含む。

### 年度別1日平均乗降人員
開業以降の各年度の1日平均乗降人員は下表の通り。
| 年度               | 営団 / 東京メトロ | 営団 / 東京メトロ |
| 年度               | 1日平均 乗降人員  | 増加率            |
| ------------------ | ----------------- | ----------------- |
| 2000年（平成12年） | 18,104            |                   |
| 2001年（平成13年） | 41,316            | 128.2%            |
| 2002年（平成14年） | 48,813            | 18.1%             |
| 2003年（平成15年） | 52,558            | 7.7%              |
| 2004年（平成16年） | 56,880            | 8.2%              |
| 2005年（平成17年） | 59,541            | 4.7%              |
| 2006年（平成18年） | 63,481            | 6.6%              |
| 2007年（平成19年） | 70,300            | 10.7%             |
| 2008年（平成20年） | 71,147            | 1.2%              |
| 2009年（平成21年） | 71,685            | 0.8%              |
| 2010年（平成22年） | 73,238            | 2.2%              |
| 2011年（平成23年） | 72,807            | −0.6%             |
| 2012年（平成24年） | 75,150            | 3.2%              |
| 2013年（平成25年） | 78,880            | 5.0%              |
| 2014年（平成26年） | 80,742            | 2.4%              |
| 2015年（平成27年） | 84,473            | 4.6%              |
| 2016年（平成28年） | 87,514            | 3.6%              |
| 2017年（平成29年） | 92,093            | 5.2%              |
| 2018年（平成30年） | 97,360            | 5.7%              |
| 2019年（令和元年） | 100,337           | 3.1%              |
| 2020年（令和02年） | 74,012            | −26.2%            |
| 2021年（令和03年） | 74,273            | 0.4%              |
| 2022年 (令和04年） | 82,352            | 10.9%             |
| 2023年 (令和05年） | 89,097            | 8.2%              |
| 2024年（令和06年） | 94,035            | 5.5%              |

### 年度別1日平均乗車人員
開業以降の各年度の1日平均乗車人員は下表の通り。
- 東京メトロのデータは、2000年度以降埼玉高速鉄道との直通人員を含んだものである。
- 埼玉高速鉄道のデータは、当駅の乗車人員と東京メトロ南北線からの直通人員を合算したものである。

| 年度               | 営団 / 東京メトロ | 埼玉高速鉄道 | 出典              |
| ------------------ | ----------------- | ------------ | ----------------- |
| 1991年（平成03年） | 5,847             | 未開業       | [ 東京都統計 1 ]  |
| 1992年（平成04年） | 1,329             | 未開業       | [ 東京都統計 2 ]  |
| 1993年（平成05年） | 1,384             | 未開業       | [ 東京都統計 3 ]  |
| 1994年（平成06年） | 1,419             | 未開業       | [ 東京都統計 4 ]  |
| 1995年（平成07年） | 1,478             | 未開業       | [ 東京都統計 5 ]  |
| 1996年（平成08年） | 3,586             | 未開業       | [ 東京都統計 6 ]  |
| 1997年（平成09年） | 4,151             | 未開業       | [ 東京都統計 7 ]  |
| 1998年（平成10年） | 5,507             | 未開業       | [ 東京都統計 8 ]  |
| 1999年（平成11年） | 4,945             | 未開業       | [ 東京都統計 9 ]  |
| 2000年（平成12年） | 5,507             | [ 備考 2 ]   | [ 東京都統計 10 ] |
| 2001年（平成13年） | 20,647            | 18,100       | [ 東京都統計 11 ] |
| 2002年（平成14年） | 24,373            | 21,700       | [ 東京都統計 12 ] |
| 2003年（平成15年） | 26,459            | 24,000       | [ 東京都統計 13 ] |
| 2004年（平成16年） | 28,526            | 26,400       | [ 東京都統計 14 ] |
| 2005年（平成17年） | 30,025            | 27,800       | [ 東京都統計 15 ] |
| 2006年（平成18年） | 31,786            | 29,500       | [ 東京都統計 16 ] |
| 2007年（平成19年） | 35,322            | 32,200       | [ 東京都統計 17 ] |
| 2008年（平成20年） | 36,079            | 33,800       | [ 東京都統計 18 ] |
| 2009年（平成21年） | 36,088            | 33,900       | [ 東京都統計 19 ] |
| 2010年（平成22年） | 36,633            | 34,549       | [ 東京都統計 20 ] |
| 2011年（平成23年） | 36,552            | 34,395       | [ 東京都統計 21 ] |
| 2012年（平成24年） | 37,707            | 35,553       | [ 東京都統計 22 ] |
| 2013年（平成25年） | 39,699            | 37,368       | [ 東京都統計 23 ] |
| 2014年（平成26年） | 40,788            | 38,397       | [ 東京都統計 24 ] |
| 2015年（平成27年） | 42,637            | 40,342       | [ 東京都統計 25 ] |
| 2016年（平成28年） | 44,159            | 41,786       | [ 東京都統計 26 ] |
| 2017年（平成29年） | 46,425            | 44,142       | [ 東京都統計 27 ] |
| 2018年（平成30年） | 49,055            | 47,003       | [ 東京都統計 28 ] |
| 2019年（令和元年） | 50,560            | 48,490       | [ 東京都統計 29 ] |
| 2020年（令和02年） |                   | 35,945       |                   |
| 2021年（令和03年） |                   | 36,274       |                   |
| 2022年（令和04年） |                   | 40,109       |                   |
| 2023年（令和05年） |                   | 43,196       |                   |
| 2024年（令和06年） |                   | 45,693       |                   |

備考
1. ↑  1991年11月29日開業。開業日から翌年3月31日までの計124日間を集計したデータ。
2. ↑  2001年3月28日開業。

## 駅周辺
国道122号の赤羽交差点付近に所在し、1972年に廃止された都電の赤羽電停跡地のほぼ直下に位置する。
- 赤羽駅 - 徒歩で10分弱。
- 北本通り（国道122号）
- 東京都道311号環状八号線（環八通り）
- 新荒川大橋
- 荒川・隅田川・新河岸川
  - 岩淵水門（青水門）・旧岩淵水門（赤水門）
  - 荒川知水資料館「amoa（アモア）」
- 北区赤羽ふれあい館
- 赤羽岩淵駅前郵便局
- 赤羽岩渕病院
- 赤羽病院
- 赤羽東口病院

## バス路線
最寄り停留所は、国道122号赤羽交差点付近にある赤羽岩淵駅と、駅東側の赤羽岩淵駅交差点近くにある赤羽二丁目となる。以下の路線が発着する。
赤羽岩淵駅
- 国際興業バス
  - 赤20：赤羽駅東口行／川口市立医療センター行
  - 赤21：赤羽駅東口行／鳩ヶ谷公団住宅行
  - 赤23：赤羽駅東口行／西新井駅行
  - 赤23-3：赤羽駅東口行／西新井大師西駅行（深夜バス平日のみ）

赤羽二丁目
- 都営バス
  - 王57：豊島五丁目団地行 / 赤羽駅東口行

## 隣の駅
東京地下鉄（東京メトロ）・埼玉高速鉄道
 南北線・ 埼玉高速鉄道線
志茂駅（N 18、南北線） - 赤羽岩淵駅 (N 19・SR 19) - 川口元郷駅（SR 20、埼玉高速鉄道線）